# Kristotomus
Kristotomus is een geslacht van gewone sluipwespen (Ichneumonidae). De wetenschappelijke naam werd voor het eerst geldig gepubliceerd door W.R.M. Mason in 1962.
Kristotomus behoort tot de geslachtengroep Exenterini van de subfamilie Tryphoninae.

## Soorten
Soorten die voorkomen in Europa zijn met een * gemarkeerd:
- Kristotomus amurensis
- Kristotomus areolatus
- Kristotomus buccatus
- Kristotomus chalcha
- Kristotomus chinensis
- Kristotomus chiuae
- Kristotomus claviventris
- Kristotomus ctenonyx
- Kristotomus facetus
- Kristotomus flavoguttatus
- Kristotomus flavus
- Kristotomus foveolatus
- Kristotomus guptai
- Kristotomus incompletus
- Kristotomus kamikochi
- Kristotomus laetus*
- Kristotomus laticeps*
- Kristotomus lini
- Kristotomus masoni
- Kristotomus nathani
- Kristotomus ningxiaensis
- Kristotomus occipitis
- Kristotomus petiolatus
- Kristotomus planiceps
- Kristotomus pronotalis
- Kristotomus pumilio*
- Kristotomus punctatus
- Kristotomus punctifrons
- Kristotomus rami
- Kristotomus ridibundus*
- Kristotomus rufiabdominalis
- Kristotomus santoshae
- Kristotomus sapporonis
- Kristotomus sheni
- Kristotomus tangi
- Kristotomus tenuis
- Kristotomus townesi
- Kristotomus triangulatorius*
- Kristotomus verticalis
- Kristotomus yakui